# Josep Anton Codina i Olivé
Josep Anton Codina i Olivé   (Barcelona, 24 de novembre de 1932 - Barcelona, 13 de març de 2021) fou un director de teatre i dramaturg català. Al llarg de la seva extensa trajectòria professional va destacar com a director de teatre, tot i que també va treballar com a professor, organitzador i programador de cicles teatrals i poètics, entre altres coses. L'any 2018 va rebre el Premi Nacional de Cultura del CoNCA.

## Biografia
L'inici de la seva activitat es remunta a l'any 1958 amb la fundació de l'Equip d'Expressió Dramàtica dins del moviment escolta de Catalunya, juntament amb Jordi Vilanova i Bosch, Francesc Albors, Jordi Aguadé i Albert Boadella, destinada a millorar les tècniques d'expressió artística. D'altra banda, també es va moure dins de l'Agrupació Dramàtica de Barcelona ajudant a ensobrar les invitacions, a més de participar com a actor. Així mateix, va col·laborar com a crític teatral a la revista Serra d'Or.
A continuació, l'any 1963, va entrar a l'Escola d'Art Dramàtic Adrià Gual (EADAG) com a alumne i ajudant de direcció de Maria Aurèlia Capmany i Ricard Salvat. D'aquesta manera va participar en muntatges com Vent de garbí i una mica de por (1964) i Ronda de mort a Sinera (1965), entre altres obres. La companyia va suposar una renovació molt gran dins l'escena teatral del moment i en la millora professional dels actors, directors, escenògrafs, etc.
La seva primera direcció professional fou Los títeres de Cachiporra (1964), obra de Federico García Lorca realitzada amb alumnes de l'EADAG, així com Balades del clam i la fam (1968) de Xavier Fàbregas i, Juli Cèsar (1968) de Shakespeare. L'any 1970 va estrenar en la clandestinitat Preguntes i respostes sobre la vida i la mort de Francesc Layret, obra de Maria Aurèlia Capmany.
A banda d'això, l'any 1965 va marxar a Itàlia per millorar els seus estudis teatrals, estada que li serviria per conèixer el Cabaret Literari i que l'inspiraria més endavant. A més a més, va tenir l'oportunitat de treballar amb altres directors com Gianfranco de Bosio, Aldo Trionfo, Franco Enriquez i Carlo Quartucci.
Des de l'any 1968 fins al 1975 forma la companyia Ca, Barret! amb Maria Aurèlia Capmany i Jaume Vidal Alcover. Durant aquesta etapa s'encarrega de la direcció i producció d'espectacles de cabaret realitzats a la Cova del Drac, obres on es barreja el cant i el ball i a on s'aprofita per parlar de temes d'actualitat. Són exemple Manicomi d'estiu (1968) de Jaume Vidal Alcover, Homenatge a Picasso (1971) de Josep Palau i Fabre, Dones, Flors i Pitança de Maria Aurèlia Capmany, etc. Després, l'any 1975 funda la companyia La Roda on dirigeix Varietat de varietats de Jaume Vidal Alcover i Maria Aurèlia, entre d'altres.
Cal destacar també la seva col·laboració com a professor en diverses institucions: entre els anys 1966 i 1995 va treballar a les Escoles Laietània, l'any 1972 a l'Escola de Teatre de l'Orfeó de Sants, l'any 1974 a l'Escola d'Actors de Barcelona. Així mateix, l'any 1980 dirigeix amb Pere Salabert l'Escola Municipal d'Art Dramàtic de Tarragona i, per acabar, l'any 1988 comença a treballar a l'Institut del Teatre de Barcelona com a professor i coordinador. També, a l'Institut del Teatre, va col·laborar amb el MAE en tasques de documentació i recerca des de finals dels anys 80 i va dirigir els teatres de l'Institut a principis del 2000.
Fou també organitzador dels Festivals de Teatre de Tarragona (del 1971 al 1983) i del Festival Grec (edició del 1984 i 1985).

## Fons
L'estiu del 2019 va fer donació del seu fons al Museu de les Arts Escèniques de Barcelona. Aquest aplega tota la documentació referent a la producció d'obres no realitzades, d'obres realitzades, d'obres on ha participat com a ajudant de direcció, a més de com a professor i organitzador de diferents esdeveniments. En destaquen principalment els programes de mà, els cartells, els guions, les projeccions escèniques i cinc titelles; els titelles representen als fundadors dels Quatre Gats, dissenyades per a l'espectacle Hometages a Picasso, i al propi Josep Anton Codina.

## Muntatges
- 1967, 16 març. Aquí no ha passat res. Original de Joan Soler i Antich. Estrenat a la Cúpula del Coliseum de Barcelona per l'Escola d'Art Dramàtic Adrià Gual
- 1967, 27 juny. Balades del clam i la fam. Original de Xavier Fàbregas. Estrenat a la Cúpula del Coliseum de Barcelona per l'Escola d'Art Dramàtic Adrià Gual.
- 1968. Els mites de Bagot, original de Xavier Romeu
- 1968, 24 juny. Juli Cèsar. Original de William Shakespeare, traducció de Josep Maria de Sagarra. Estrenat a la plaça de l'Ajuntament de l'Hospitalet de Llobregat, per la companyia Alpha 63
- 1968, 29 octubre. Vent de garbí i una mica de por. Original de Maria Aurèlia Capmany. Estrenat al teatre Romea de Barcelona per la Nova Companyia de Barcelona
- 1968, 22 desembre. Manicomi d'estiu o la felicitat de comprar i vendre. Espectacle de cabaret de Jaume Vidal i Alcover, estrenat a la Cova del Drac de Barcelona per la companyia Ca Barret.
- 1969, 2 febrer. Alícia en terra de meravelles. Adaptació escènica de Xavier Romeu del llibre de Lewis Carroll.
- 1969, 10 març. Ànimes de càntir. Original de Xavier Romeu
- 1969. Varietats-2. Espectacle de cabaret, amb textos de Maria Aurèlia Capmany i Jaume Vidal i Alcover, representat a la Cova del Drac de Barcelona.
- 1970, 21 novembre. Preguntes i respostes sobre la vida i la mort de Francesc Layret, advocat dels obrers de Catalunya. Original de Maria Aurèlia Capmany i Xavier Romeu
- 1973. La comèdia dels errors de W. Shakespeare. Traducció de Josep Maria de Sagarra. A càrrec de l'Escola de Teatre de l'Orfeó de Sants. Teatre Grec de Barcelona.
- 2011, 2 maig. Preguntes i respostes sobre la vida i la mort de Francesc Layret, advocat dels obrers de Catalunya. Original de Maria Aurèlia Capmany i Xavier Romeu